# Mariene ecoregio Saharaanse Opwelling
De Mariene ecoregio Saharaanse Opwelling (28) (Engels: Saharan Upwelling marine ecoregion) is een biogeografische regio en ligt in het oosten van de Atlantische Oceaan in de Mariene provincie Lusitania (3) in het Marien rijk Gematigde Noordelijke Atlantische Oceaan. De mariene ecoregio is vastgesteld door het World Wide Fund for Nature en The Nature Conservancy en is vernoemd naar de Sahara en de Opwelling.
In het noorden grenst het gebied aan de mariene ecoregio Zuid-Europees Atlantisch Plat (27), in het oosten aan de mariene ecoregio Alboránzee (36), in het zuiden aan de mariene ecoregio Sahel-opwelling (80) en in het westen aan de mariene ecoregio Azoren, Canarische Eilanden en Madeira (29).

## Geografie
De mariene ecoregio ligt in het oosten van de Atlantische Oceaan voor de westkust van Marokko en voor een stukje westkust in het noordwesten van Mauritanië. Het gebied strekt zich uit van Los Caños de Meca in Spanje tot ten zuiden van het schiereiland Ras Nouadhibou en omvat onder andere de Straat van Gibraltar, maar exclusief de wateren rondom de Canarische Eilanden.
Door het gebied stroomt de Canarische stroom, onderdeel van de Noord-Atlantische gyre.

## Biogeografie
Het gebied kent zeeleven dat houdt van gematigde temperaturen.